# David Holmgren
David Holmgren (1955) es un ecólogo, ingeniero de diseño ecológico y escritor. Es conocido como uno de los creadores del concepto de Permacultura, junto con Bill Mollison.

## Vida y obra
Holmgren nació en el estado de Australia occidental. Estudió en la Universidad de educación avanzada de Hobart, en Tasmania, donde conoció a Bill Mollison en 1972, que era entonces conferenciante en la Universidad de Tasmania. Los dos compartían un profundo interés por las relaciones entre el ser humano y los sistemas naturales. Sus amplias conversaciones y experiencias en jardinería animaron a Holmgren a escribir el tratado que se publicaría en 1978 bajo en nombre de Permaculture One.
"Escribí el tratado, que se basa parcialmente en nuestras continuas conversaciones y en nuestro trabajo práctico conjunto en el jardín y en nuestras visitas a otros sitios en Tasmania. Usé el tratado como referencia primaria para mi tesis, que presenté y defendí en 1976."
El libro era una mezcla de introspecciones acerca de la agricultura, la arquitectura del paisaje y la ecología. Las relaciones entre estas disciplinas se sintetizaron en un nuevo sistema de diseño llamado Permacultura.
Aunque este libro está relacionado con el de Russell Smith "Tree crops: A permanent agriculture" publicado originalmente en 1929, la principal fuente de inspiración de Holmgren fueron los trabajos del ecologista estadounidense Howard T. Odum, sobre la dinámica energética (Environment, Power and Society, 1971).
La palabra permacultura fue creada por Bill Mollison y él mismo a mediados de los 70, con el fin de describir un "sistema integrado y evolutivo de especies animales y plantas perennes utiles para el ser humano". Una definición más actual de la permacultura, que refleja la extensión de otras esferas diferentes a las estrictamente reflejadas en el "Permaculture One", es la de "paisajes creados ex-profeso que imitan los modelos y relaciones encontrados en la naturaleza y que proporcionan abundancia de alimento, fibras y energía necesarios para satisfacer las necesidades locales". La permacultura coloca en el centro de su visión al ser humano, sus construcciones y los modos de organización que utiliza. Así, el concepto de permacultura ha evolucionado de una agricultura permanente a una cultura de la sostenibilidad.
El éxito inesperado de la publicación de "Permaculture One" está ligado al hecho de que confluyó con las necesidades de una contracultura ecologista emergente deseosa de un enfoque positivo y consistente sobre el que inspirarse. El libro se publicó en cinco idiomas aunque actualmente está agotado. Su valor es principalmente histórico ya que ha sido refinado y mejorado en trabajos posteriores.
Mientras que Bill Mollison ha estado viajando por todo el mundo para promover y enseñar la Permacultura, Holmgren se ha dedicado al aspecto del potencial de la Permacultura a la hora de cumplir con las promesas que se han hecho sobre ella. 
Ha concentrado sus esfuerzos en verificar y refinar su idea original, primero sobre los terrenos de su madre en Nueva Gales del Sur (Permaculture in the Bush, 1985; 1993) y posteriormente en su misma propiedad "Melliodora Permaculture Gardens" trabajando junto a su pareja Su Dennett (Melliodora, Hepburn Permaculture Gardens - Ten Years of Sustainable Living, 1996a; Payne, 2003).
En 2002, Holmgren publicó el libro "Permaculture: Principles & Pathways Beyond Sustainability", en el que teoriza sobre un conjunto de 12 principios sobre los que apoyarse para construir una sociedad sostenible. Su visión de la sostenibilidad difiere de la versión clásica, en la que el consumo de energía se estabiliza aproximadamente en la situación de la sociedad actual. Holmgren se basa en la previsión de un descenso energético siguiendo el pico del petróleo, en el cual la energía disponible decrecerá con cada generación. Este libro ha inspirado a Rob Hopkins en su iniciativa de las comunidades de transición, que se centra en preparar a las comunidades para la doble crisis del pico del petróleo y el cambio climático.
Desde 1983 Holmgren ha actuado a través de su empresa Holmgren Design Services como consultor para un gran número de proyectos. Ejemplo de ellos podemos encontrarlos en el informe Trees on Treeless Plains: Revegetation Manual for the Volcanic Landscapes of Central Victoria (1994).